# Église San Simeone Piccolo
L'église San Simeon Piccolo ou Santi Simone e Giuda Apostoli (église Saints-Siméon-et-Saint-Jude) est une église catholique de Venise, en Italie.
Elle est administrée depuis 2006 par les prêtres de la Fraternité sacerdotale Saint-Pierre qui y célèbrent le rite en latin en accord avec le patriarche de Venise, le cardinal Scola. Sa situation au bord du Grand Canal en fait une église connue internationalement.

## Historique
Une première église est construite au IXe siècle, reconstruite au XVIIIe siècle et consacrée le 27 avril 1738 par Mgr Gaspare Negri, évêque de Cittanova en Istrie, ancien prêtre de cette église. C'est une paroisse indépendante jusqu'à la fin du XIXe siècle, lorsqu'elle devient filiale de l'église paroissiale Saint-Siméon-le-Grand. L'anniversaire de ses saints patrons est le 28 octobre et la fête de la dédicace de l'église le 27 avril.
Elle est affectée en 2006 à la Fraternité sacerdotale Saint-Pierre par le cardinal Scola. Celui-ci assiste à une messe pontificale dans l'église célébrée dans la forme extraordinaire du rite romain par l'abbé Konrad zu Löwenstein, FSSP, le 6 mars 2010.

## Architecture
Elle est reconstruite à partir de 1718 par Giovanni Antonio Scalfarotto. Le portique a été inspiré par le Panthéon de Rome et son élégant dôme par l'église Santa Maria della Salute de Longhena. Le sommet de la lanterne est surmonté d'une statue du Christ rédempteur.
De plan circulaire, c'est un exemple notable de l'architecture néoclassique vénitienne.

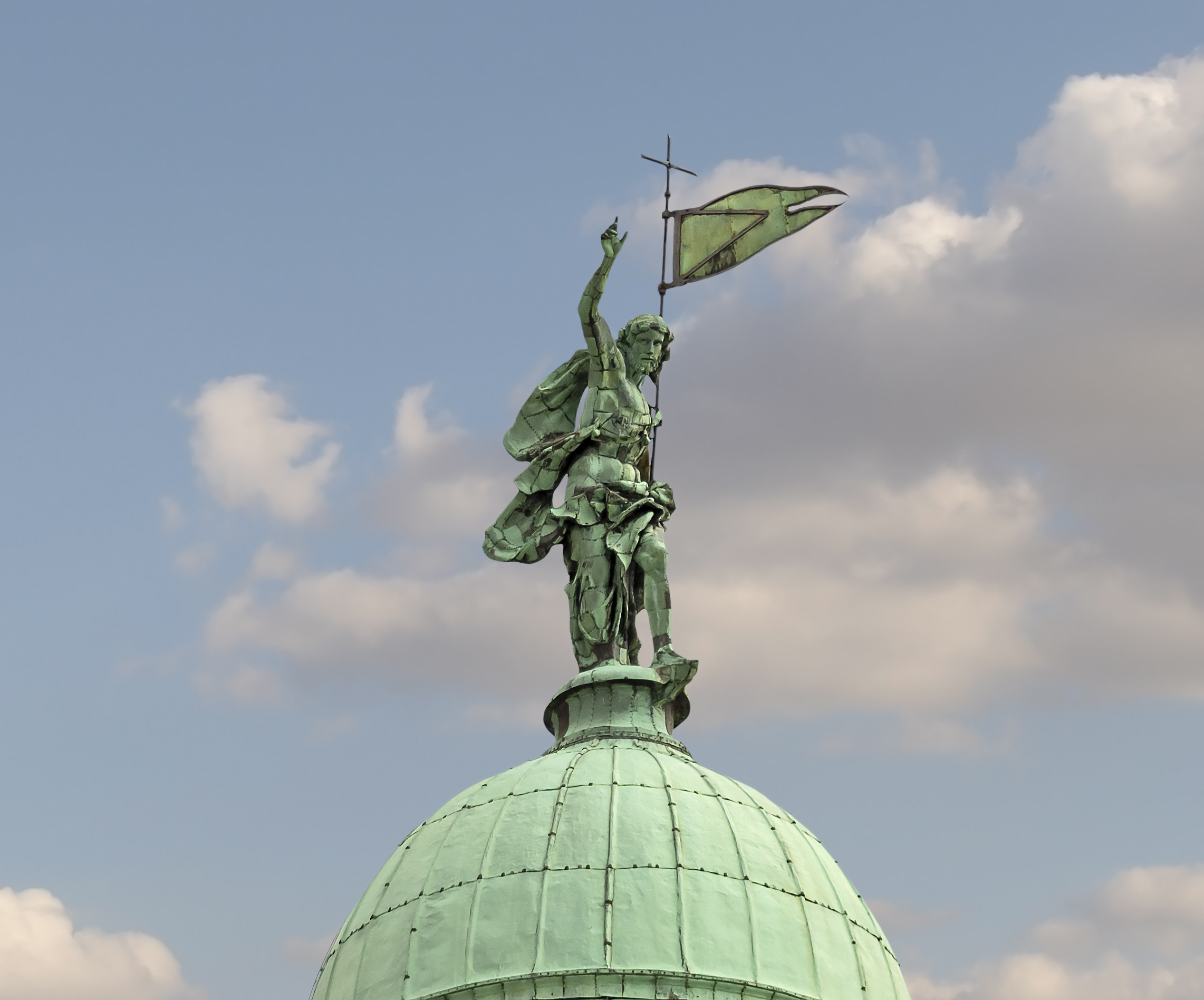
Statue de Christ rédempteur.
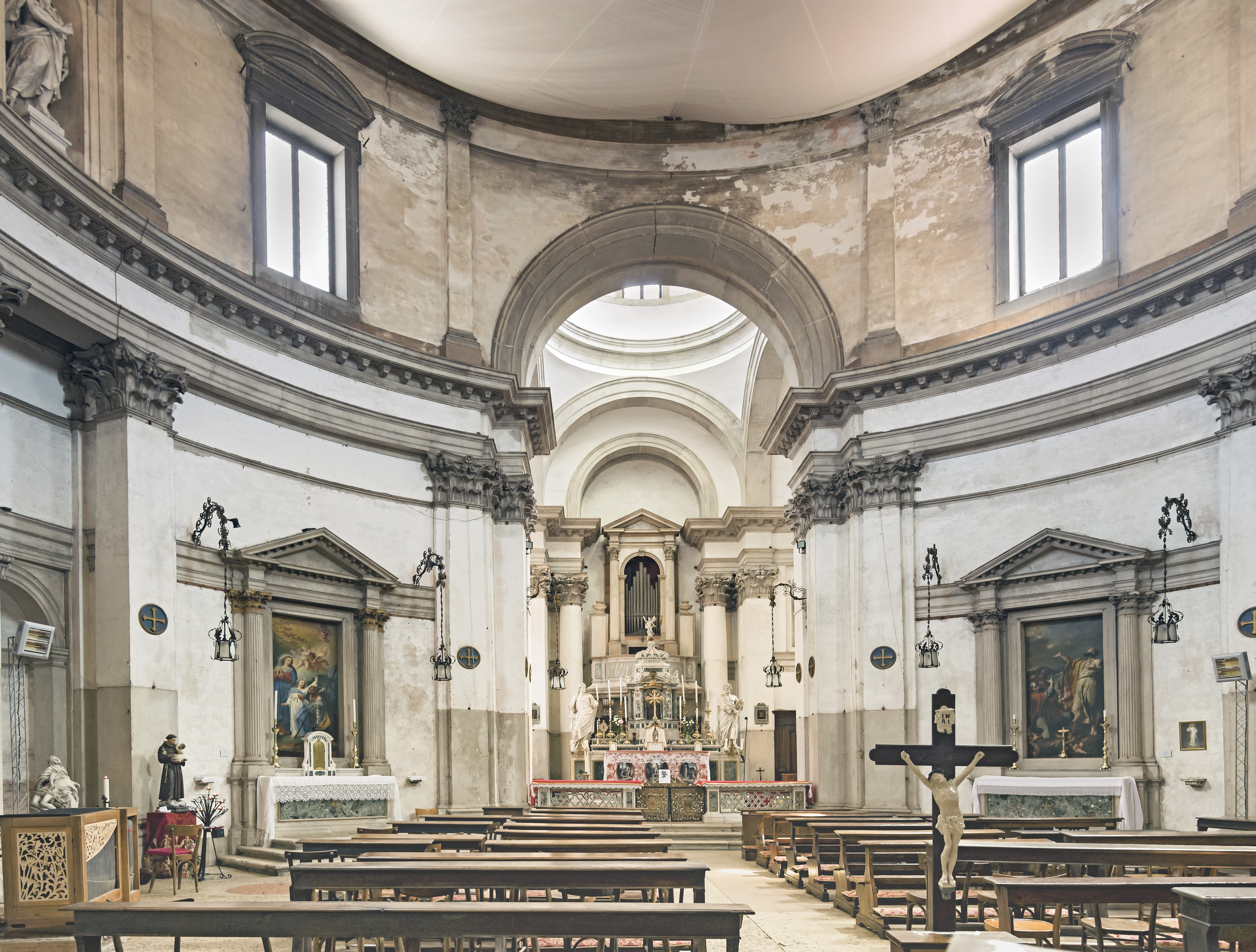
Photo de l'intérieur de l'église

## Église San Simeone Piccolo dans l'art
Canaletto, peintre vénitien de vedute la représente à deux reprises à cette époque. Dans le premier tableau en 1726-1727, il reste encore des blocs de pierre devant, et un tableau de la fin des années 1730 à la National Gallery, à Londres, montre la même vue d'un peu plus en arrière dans laquelle l'église est entièrement achevée, avec les pierres enlevées et des marches taillées sur le quai. Francesco Guardi la représente à son tour à la fin du siècle.

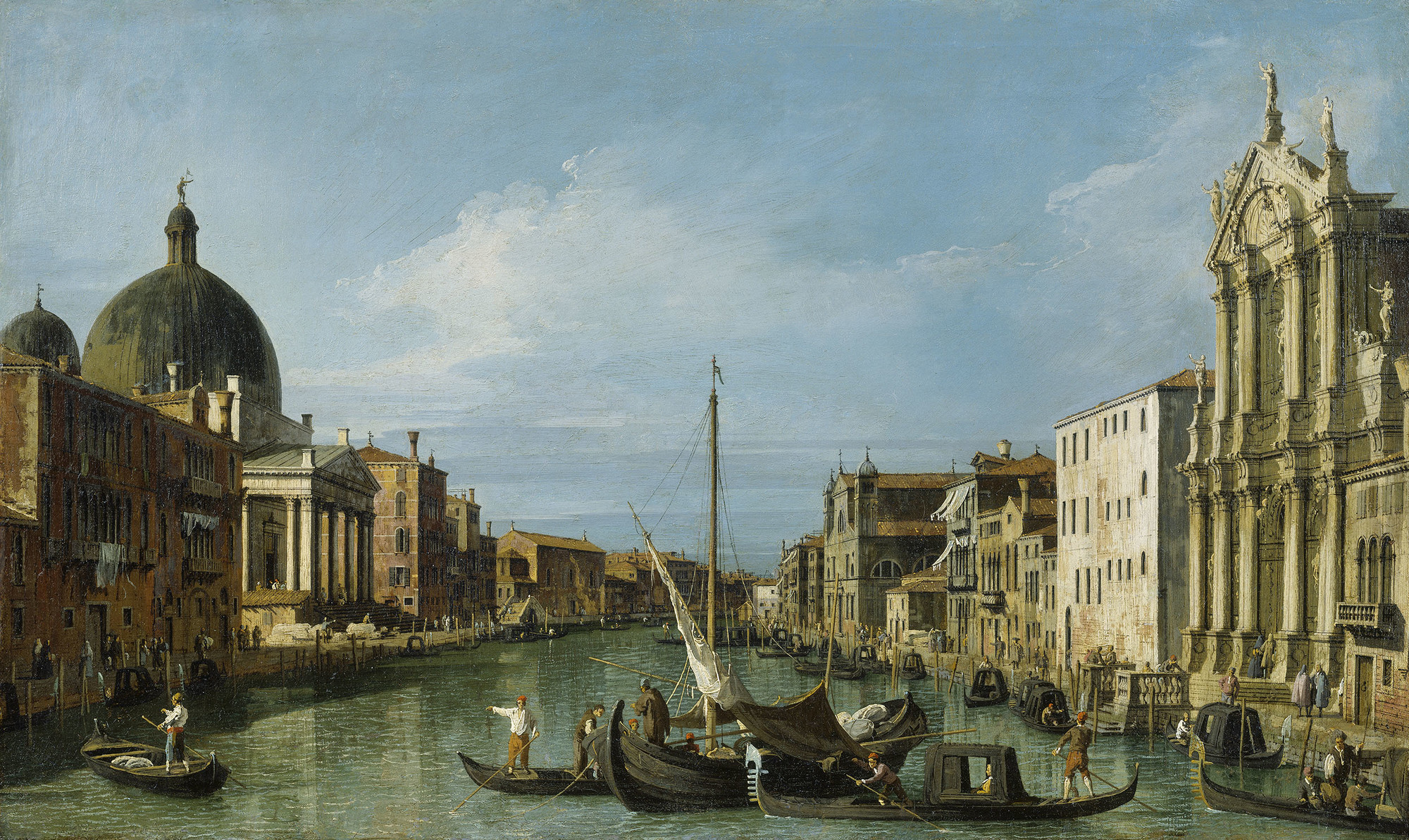
Le Grand Canal regardant à l’ouest avec le Scalzi et le San Simeone Piccolo, 1726-1727, par Canaletto Royal Collection
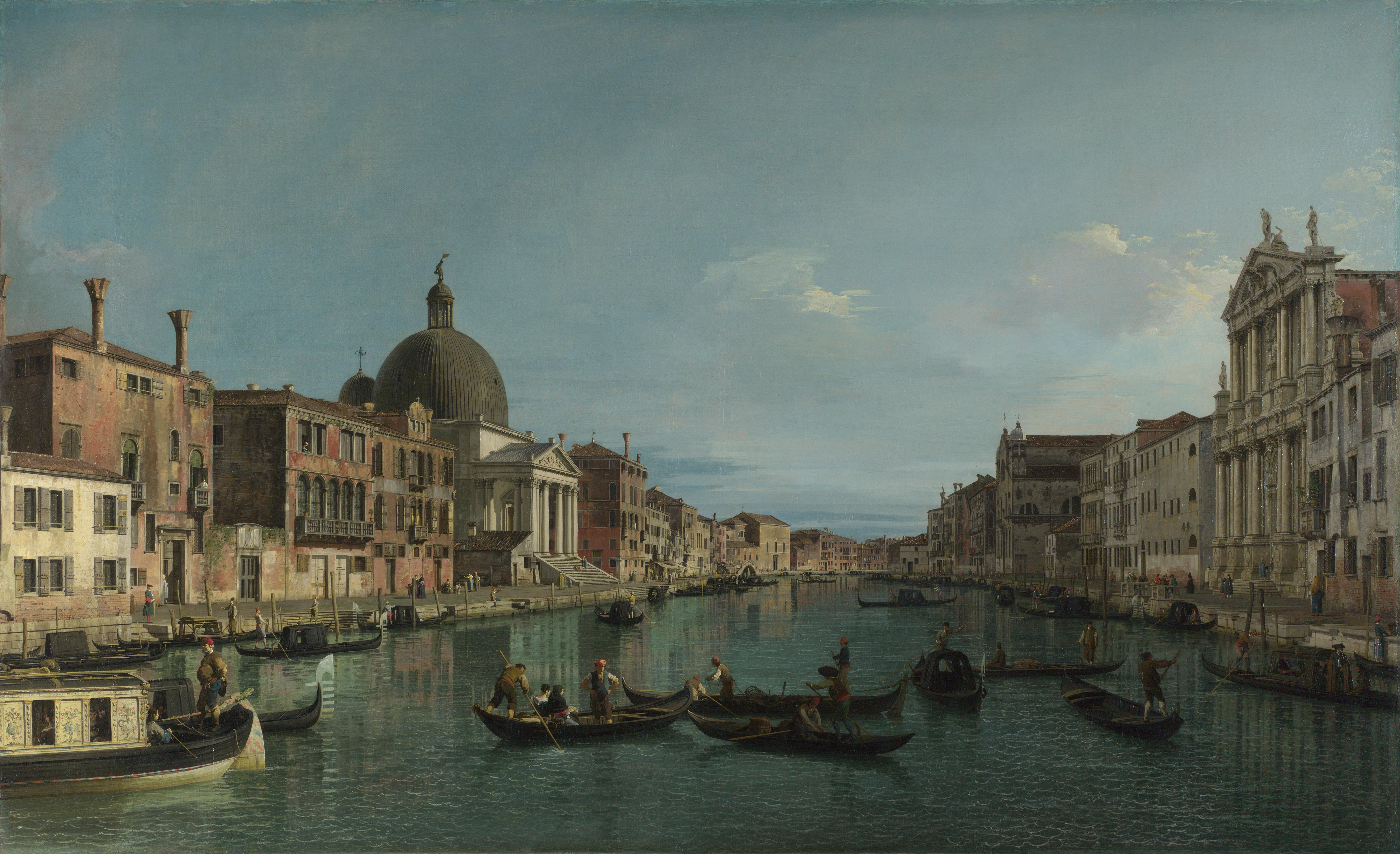
Le Grand Canal supérieur avec S. Simeon Piccolo vers 1740, par Canaletto National Gallery
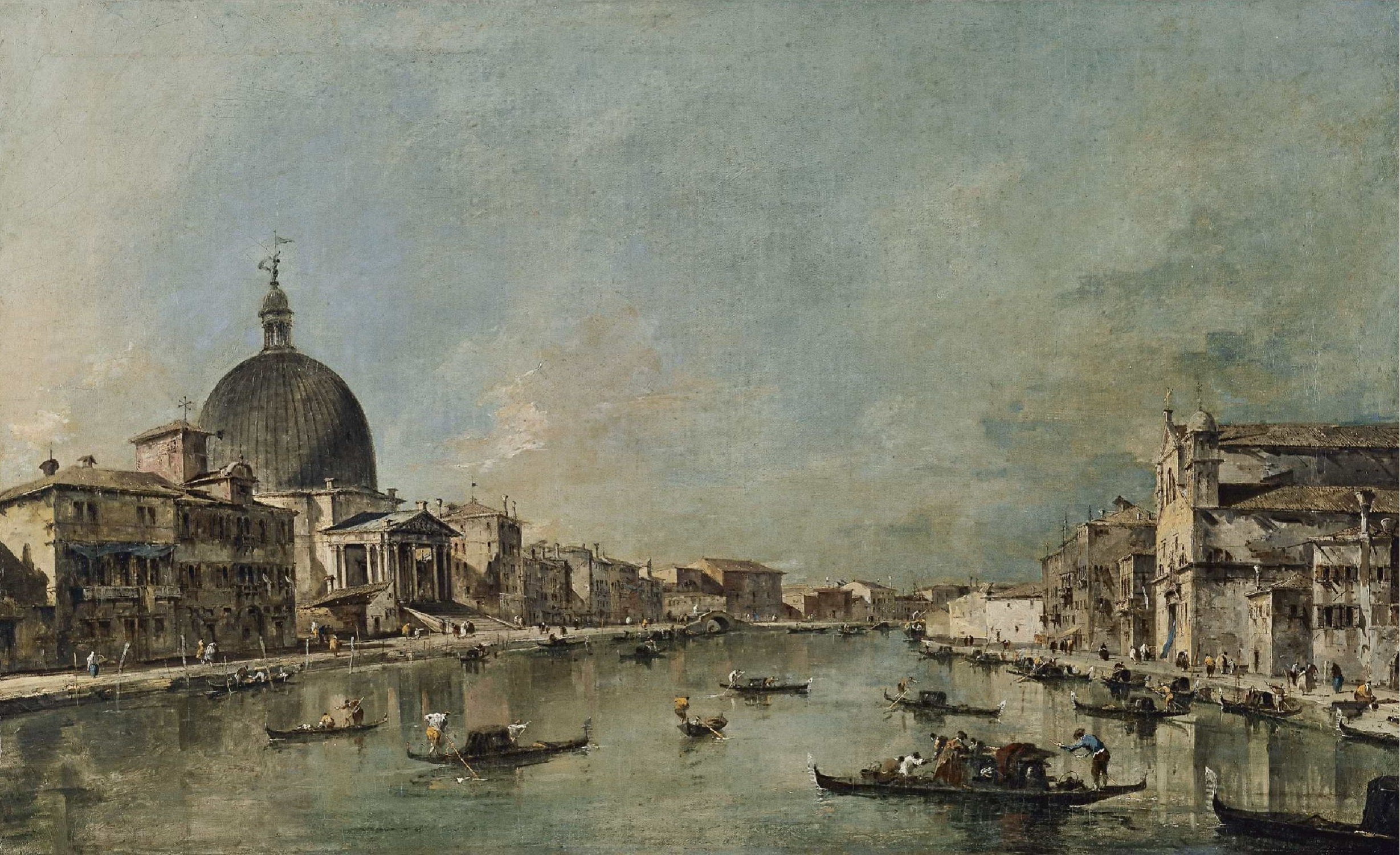
Le Grand canal avec San Simone Piccolo et Santa Lucia, vers 1780 par Francesco Guardi Musée Thyssen-Bornemisza, Madrid
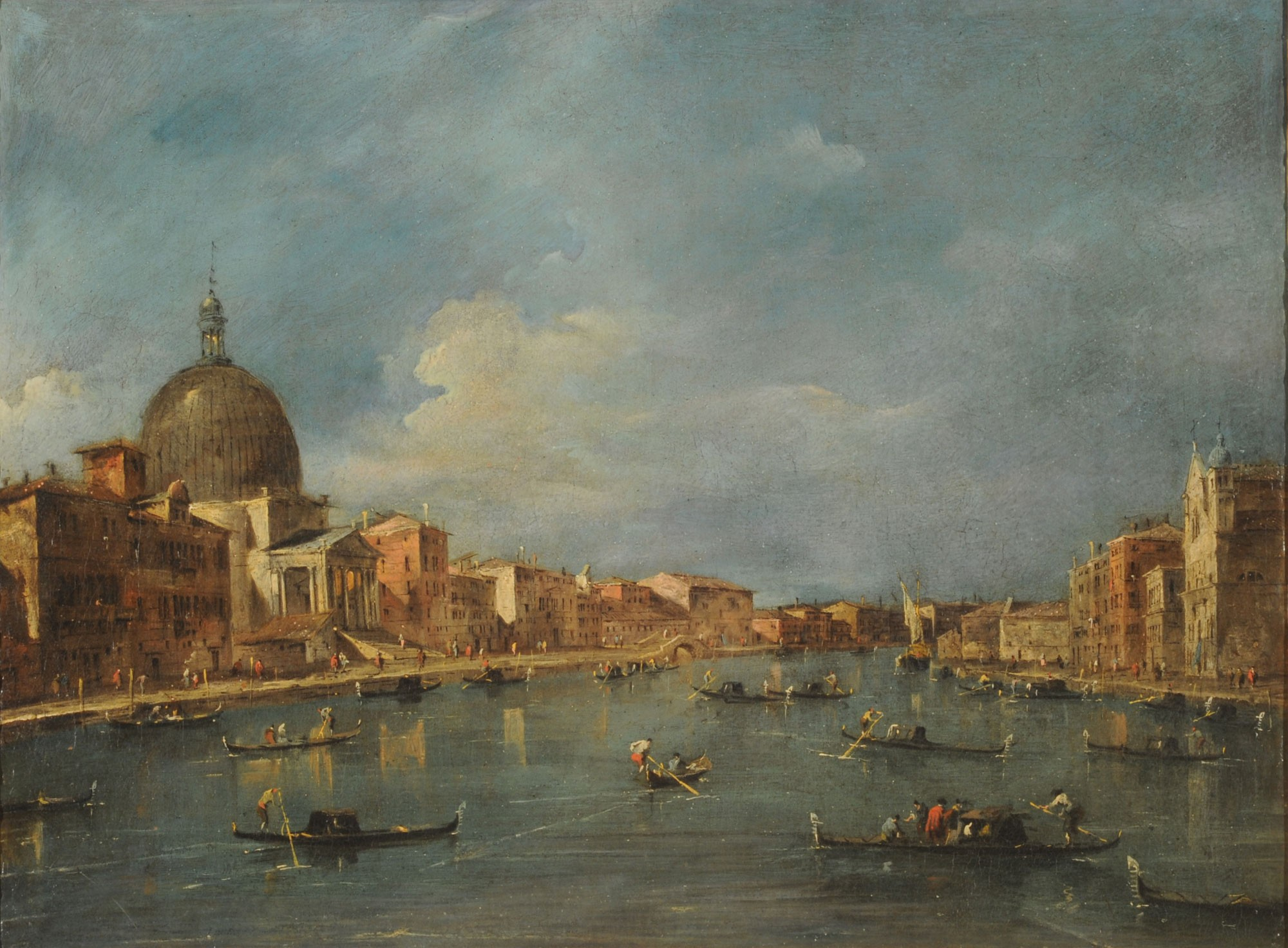
Le Grand Canal avec San Simeone Piccolo par Francesco Guardi Musée national des Beaux-Arts (Argentine) Buenos Aires